# 曹镇
曹镇（1854年？—1931年），字馥庭，直隶天津人，曹锟的大哥。

## 生平
曹镇早年随父亲曹本生在船行当排船工。后来随着曹锟得势，曹镇的生活也获得改善。1924年北京政变曹锟下台之后，曹镇寓居天津英租界四十号路（又称牛津道，今新华南路）。
曹镇本育有两子，晚年又得一子。晚年，曹镇每月至少要到天津英租界十九号路的曹锟寓所、十八号路的曹钧寓所各去—次。1931年，曹镇病逝，享年77岁。